# 李良 (嘉靖進士)
李良（1499年—1561年），字遂甫，號麟山，山東濟南府長清縣人，軍籍，明朝政治人物。

## 生平
嘉靖四年（1525年）乙酉科山東鄉試第六十四名舉人。嘉靖八年（1529年）中式己丑科會試第九十一名，登第三甲第十五名進士。授推官，十二年九月选授河南道試監察御史，十三年五月实授，巡视太仓，十四年二月皇帝以其不堪风纪，令吏部改用。歷大理寺署左寺副，十八年九月升陕西按察司佥事，遷山西参议，大同兵备，累升河南按察使，二十八年五月升都察院右佥都御史、巡抚宣府，二十九年九月吏科都给事中张秉壶弹劾其非边才，被令去職。之后致仕，嘉靖四十年五月卒，以军功賜祭葬。高拱是其門生。

## 家族
曾祖李斌；祖父李勝；父李儀，母張氏；繼母許氏。具庆下。兄激，典史；淳；漳；淇；洋。弟金、恭、讓、杜。